# 51599 Brittany
51599 Brittany este un asteroid din centura principală de asteroizi.

## Descriere
51599 Brittany este un asteroid din centura principală de asteroizi. A fost descoperit pe 28 aprilie 2001 la Emerald Lane de Loren Ball. Asteroidul prezintă o orbită caracterizată de o semiaxă mare de 2,27 ua, o excentricitate de 0,17 și o înclinație de 7,7° în raport cu ecliptica.